# Acanceh (zona arqueológica)
Acanceh (pronúnciase Acanqué) es un yacimiento arqueológico maya en México, localizado en la ciudad moderna de Acanceh, en el municipio homónimo, que recibe el mismo toponímico, cuyo significado en español es "lamento del venado" (del maya: Akan Keej: el lamento del venado (por extensión: venado que muere)). La ciudad prehispánica de Acanceh constituyó uno de los mayores centros mayas del norte de Yucatán, su temprana fundación se estima en el periodo preclásico medio entre los años 700 al 250 d. C., mientras que su mayor auge y apogeo se dio durante el periodo clásico como un centro político de gran poder hasta el 1000 d. C. donde se tiene fechada el comienzo de la decadencia del sitio durante del periodo posclásico.
El sitio arqueológico destaca por su ubicación dentro de la localidad moderna de Acanceh, en la plaza de la ciudad es posible encontrar 3 periodos históricos de México: las edificaciones de la época maya prehispánica, edificaciones coloniales y construcciones contemporáneas. 

## Geografía
El yacimiento está localizado a 21 km al sureste de Mérida, la capital de Yucatán, en una desviación de la carretera que conduce a Mayapan. En la plaza principal de la ciudad de Acanceh pueden verse dos de los edificios mayas parcialmente restaurados: la Pirámide y el Palacio de los Estucos. La ciudad maya cubría una extensión de más de 4 km², en la cual se han registrado más de 400 construcciones.

## Historia
De acuerdo a la evidencia arqueológica, la temprana ocupación poblacional de Acanceh inició en el periodo preclásico maya entre los años 700 al 250 a. C.   
En el 300 y 500 d. C. muy posiblemente llegan los itzaes en su primera migración del oriente al poniente de la península de Yucatán, habiendo provenido de la zona lacustre de Bacalar y habiendo fundado de manera contemporánea Chichén Itzá, Izamal y T'Hó (actualmente Mérida).  
En tiempos más recientes, antes de la llegada de los españoles, Acanceh se encontró dentro de la jurisdicción (Kuchkabal) de los chakanes.

## Arqueología

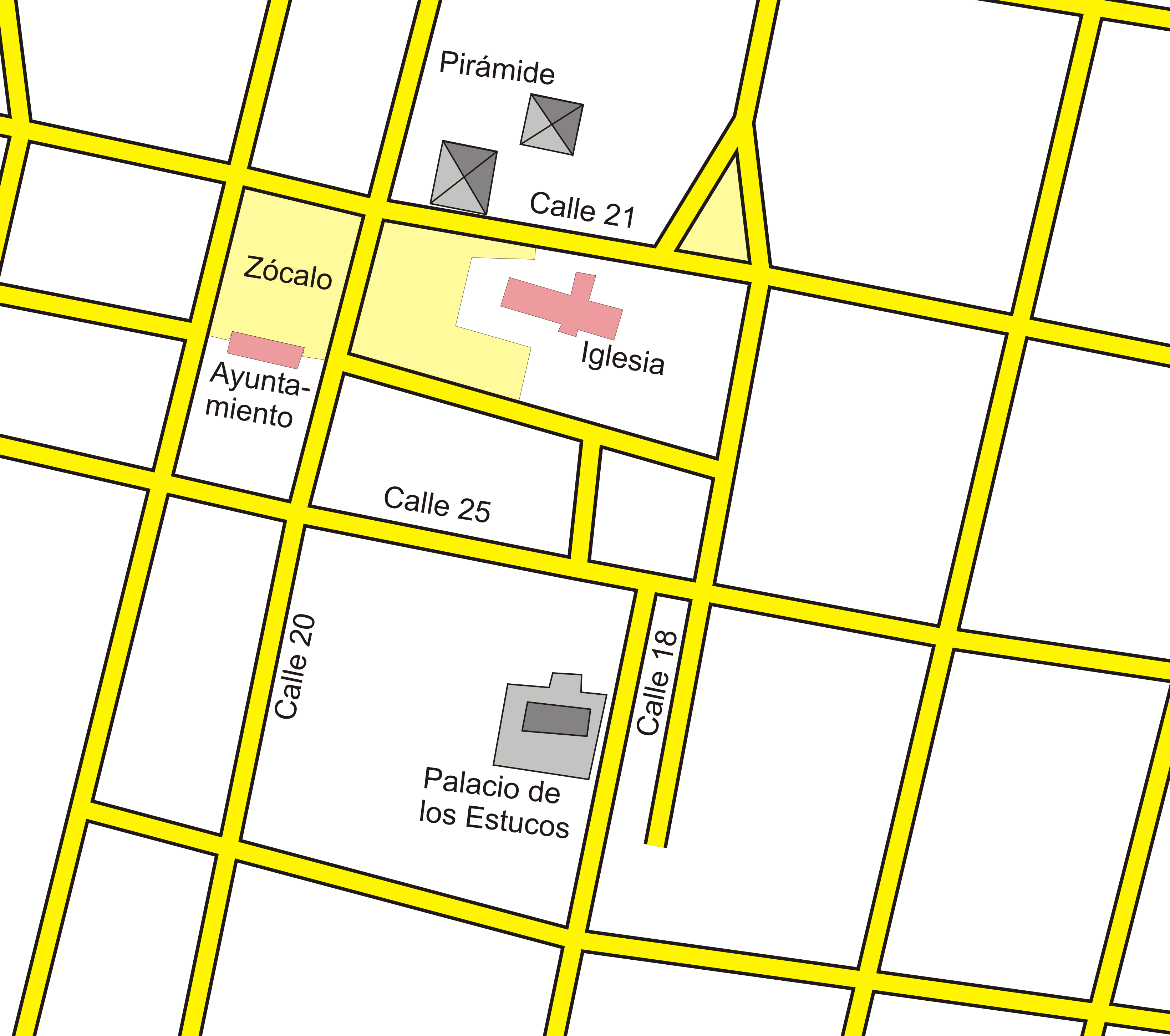
Mapa de Acanceh. Importantes pirámides se encuentran en el centro de la ciudad.

Los edificios arqueológicos están datados en el período clásico temprano, entre los siglos V y VI d. C., aunque también se encuentran evidencias de una ocupación más tardía. Tres de los edificios que se han restaurado parcialmente están abiertos a las visitas turísticas, aunque otras estructuras recientemente descubiertas y en proceso de excavación se encuentran cerradas al público. 

### Pirámide de Acanceh
La pirámide principal de Acanceh sobresale por su ubicación en la plaza del poblado moderno de Acanceh, esta edificación tiene 15 m de altura sobre un basamento de hasta 30 m de largo. Una de las capas que la conforman ha sido expuesta encontrándose varios mascarones monumentales que integran la decoración de la pirámide. Los mascarones son una representación del rostro del dios Kinich Ahau. Las piedras están labradas en el estilo Puuc.

### Palacio de los Estucos
El llamado Palacio de los Estucos tiene 50 metros de ancho y 6 metros de altura, presentando un elaborado friso. El diseño del edificio es muy complejo y cuenta como elementos decorativos con una serie de interesantes tallados en piedra. La decoración tiene reminiscencias teotihuacanas y es esta información con la que se ha aventurado la hipótesis de que Acanceh fue en realidad, como otros sitios mesoamericanos, una colonia de Teotihuacán.